# Fusell Tabatière

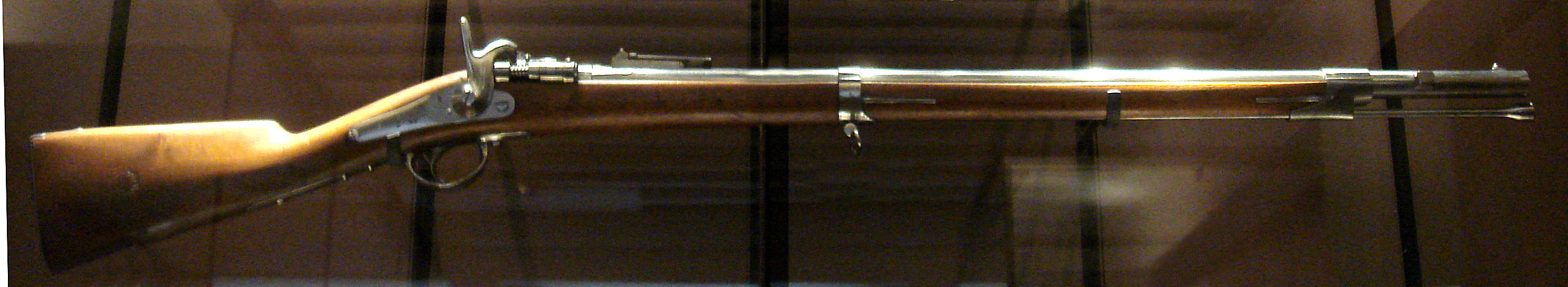
Carabina Tabatière, 1867.

El fusell Tabatière, Tabatiere o Schneider-Tabatière va ser una arma de foc de retrocàrrega de l'exèrcit francès obtinguda el 1867 amb la modificació de fusells i carrabines d'avantcàrrega.

## Història

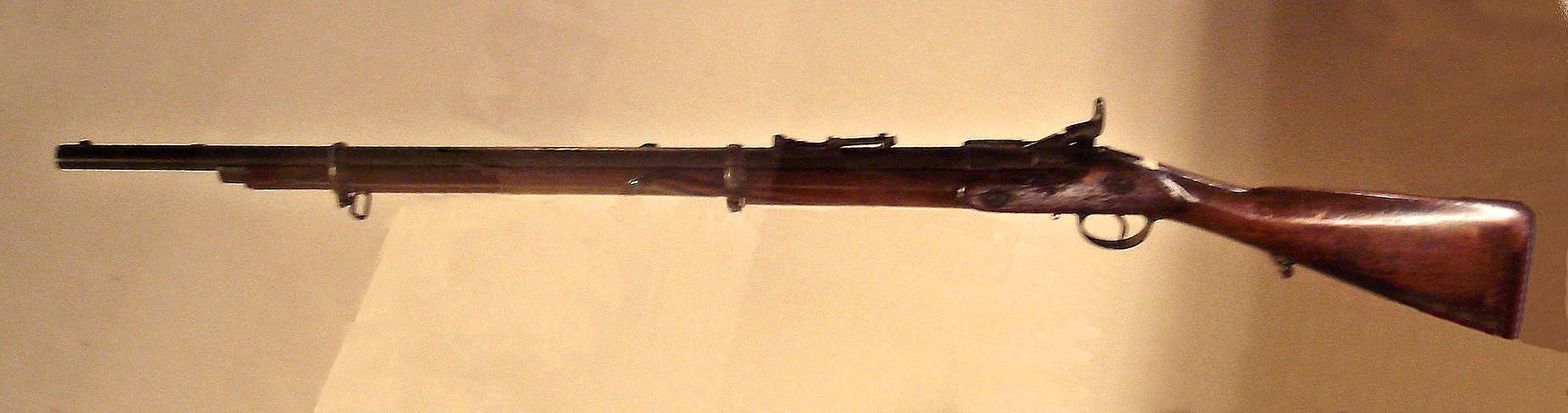
Fusell Snider-Enfield.

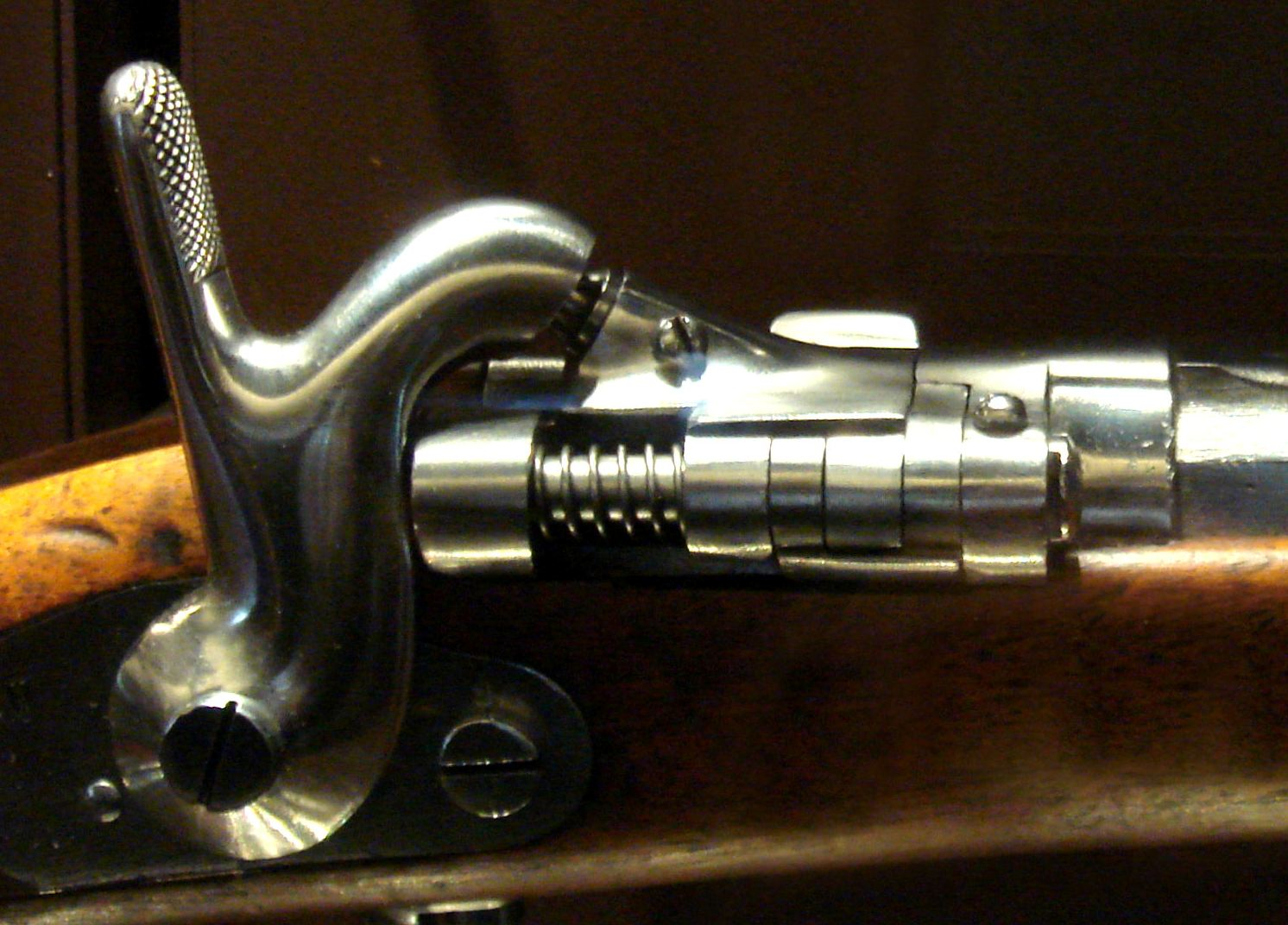
Mecanisme del Tabatière, 1867.

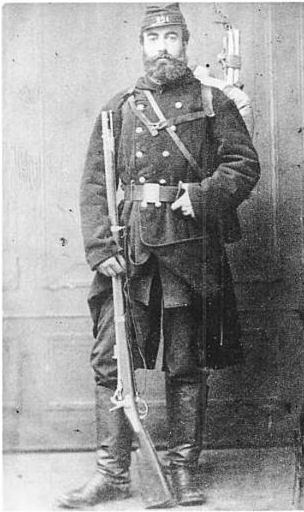
Soldat de la Guàrdia Nacional francesa amb un fusell Tabatière, 1870.

A mitjan segle xix per reduir els seus costos de defensa dels estats amb capacitat industrial militar procurar transformar les seves vells fusells d'avantcàrrega en armes de retrocàrrega, especialment després de l'aclaparadora victòria prussiana en la Guerra Austroprussiana de 1866 que va posar de manifest la clara superioritat del Fusell Dreyse de retrocàrrega davant el Fusell Lorenz d'avantcàrrega.
Regne Unit va convertir els fusells Enfield model 1853, que es trobava entre les millors armes d'avantcàrrega de l'època, adaptant-los al sistema del nord-americà Jacob Snider. El resultat, el Fusell Snider-Enfield, va triplicar la velocitat de tir es va convertir en l'arma principal de l'exèrcit britànic fins a 1874, quan va ser substituït pel Fusell Martini-Henry, incorporat el 1871.
Mentre que altres estats europeus (Països Baixos, Dinamarca) van adoptar el sistema Snider, el Segon Imperi Francès va intentar estalviar-també els drets de patent adoptant el 16 de maig de 1867 el sistema de l'armer francès G. Schneider, similar al britànic.
Atès que les fàbriques de l'estat es trobaven del tot abocades a la producció del nou fusell Chassepot de retrocàrrega, la modificació dels vells fusells i carrabines d'avantcàrrega models Mini 1853T, 1854 i 1857-59 (Carrabina de Chasseur) va ser encarregada a la indústria militar privada.
Els fusells modificats, anomenats "a tabatière" pel fet que l'obertura de la coberta s'assemblava a una tabaquera, van ser destinats inicialment a la Garde Nationale i la Garde Mobile a tropes de segona línia en part pel seu excessiu pes i els problemes amb la munició, d'elevat calibre, 17,8 mm i més pesant, de manera que es carregava menys. Amb la mobilització general durant la Guerra francoprussiana, els Tabatière van arribar a la primera línia del front, on van resultar molt impopulars enfront del fusell Chassepot i la majoria de les armes van acabar emmagatzemades en les ciutats i fortaleses per equipar les tropes en cas de setge. Després de la derrota francesa, milers d'ells van ser portats com a botí de guerra a l'Imperi alemany per ser venuts a tercers països, mentre que França es desfeia de la resta com retards de guerra.
Encara el 1880 aquest trànsit continuava. Aquest any, el govern de la província de Buenos Aires (República Argentina), directament o per compte de l'importador porteño Juan López, molts d'aquests últims amb la llegenda "Bons Ayres" gravada a les seves culates va adquirir a Alemanya i França al voltant de 5.000 Tabatière amb 500.000 cartutxos (uns 100 cartutxos per fusell) que van aconseguir passar a Buenos Aires l'1 juny 1880 tot i el bloqueig del govern nacional.
El 14 de juny eren distribuïts 2000 d'ells entre els batallons de la Guàrdia Nacional de la Província de Buenos Aires (amb cent cartutxos per arma) i els del Tir Nacional (amb uns 50, exceptuant els batallons Mitre i Sosa que van rebre només entre quinze i vint) i sense temps d'entrenament van ser utilitzades pocs dies després, durant les sagnants jornades de la Revolució de 1880. L'escassetat de munició, que permetia uns pocs minuts de foc, va ser una de les principals causes de la derrota rebel i va resultar especialment greu per a aquells armats amb fusells Tabatière pels problemes de calibre propis de l'arma.